# Kryofrys

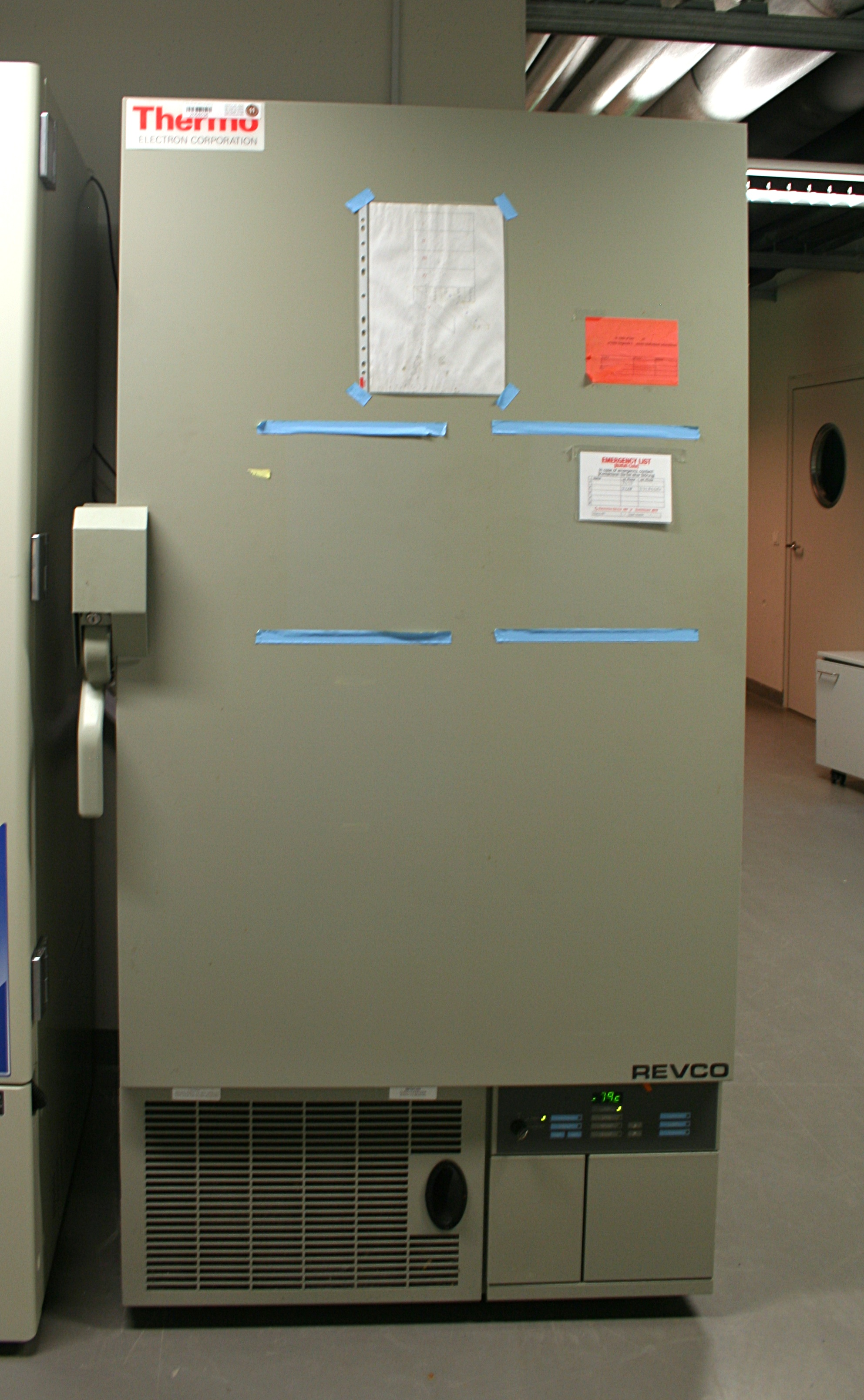
En stående standardkryofrys

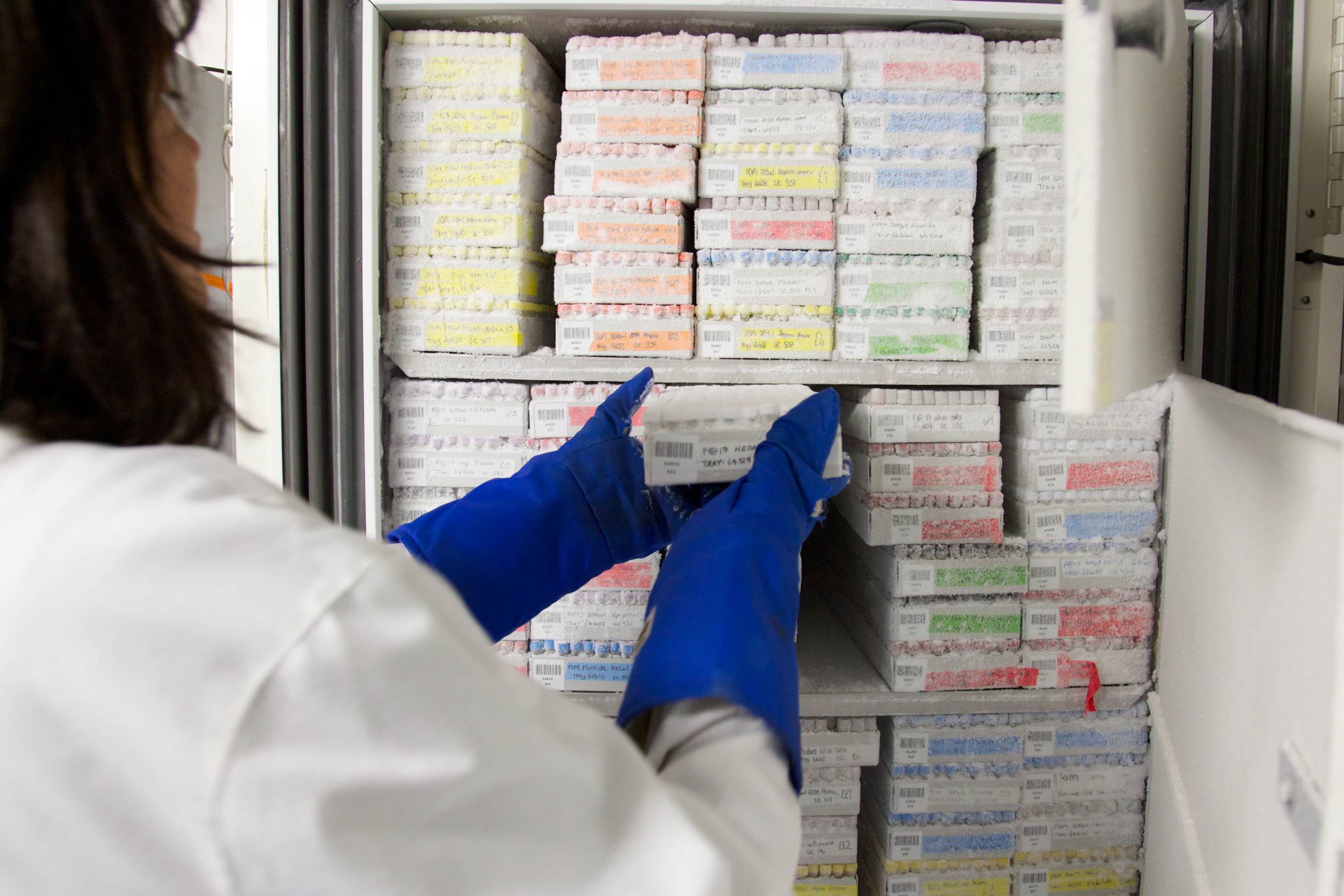
Placering av vetenskapliga prov i en kryofrys

Kryofrys ( från grekiska: κρύος (kry´os), kall), eller lågtemperaturfrys, är en frys för ovanligt låga temperaturer, lägre än den nivå på ner till -23 grader eller ibland lägre som vanliga frysar klarar av.
En användning av kryofrysar är förvaring av prover för medicinskt bruk, till exempel celler, embryon, sperma, vissa moderna vacciner eller blod. Kryofrysar används också i industriell verksamhet för att kyla ner större metallobjekt före vissa tester.
För att få ned temperaturen lägre an vanliga frysar använder kryofrysar kaskadfrysning, det vill säga en frysning i flera steg, med fler än en sluten cykel med komprimerad frysvätska, med värmeväxlare emellan.

## Covid-19-vaccin
Vissa Covid-19-vacciner, som fungerar med hjälp av budbärar-RNA, kräver nedkylning till låga eller mycket låga temperaturer för förvaring och distribution. Modernas vaccin Moderna Covid-19 vaccine, som är baserat på budbärar-RNA-teknik, fordrar lagring vid minst -20 grader och kan därmed hanteras vid vanlig frystemperatur. Pfizer BioNTech Covid-19 vaccine, som också är baserat på budbärar-RNA-teknik, fordrar däremot lagring vid ungefär -75 grader eller lägre. Vid kortare distribution och förvaring kan erforderlig nedkylning ske med torris, men vid längre förvaring krävs kryofrysar.
Detta vaccin kan, så länge fryskedjan inte bryts, förvaras under uppemot sex månader i kryofrys efter en distributionstid från fabrik på en-två dagar.

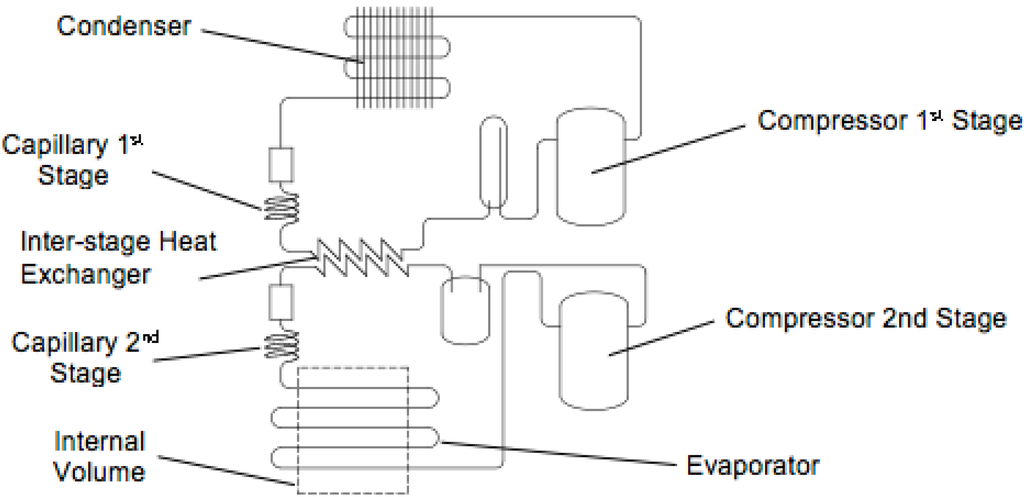
Skiss av kaskadfrysningsprocess med två cykler